# ペルシアングラス
ペルシアングラスとは、旧ペルシア(現在のイラン付近)地域を発祥の地として伝統的な手法で製造されるガラス製品。

## 由来
西暦3世紀から7世紀にかけてサーサーン朝ペルシャではガラス器具の生産が盛んに行われ、東西交易を通じて日本にも伝来して正倉院に白瑠璃碗として保存されている。当時の製法を伝えるガラス製品をペルシアングラスと呼称しており、必ずしもサーサーン朝時代に製造されたもののみに限定されるわけではない。

## 特徴
古くから伝わる一種の伝統工芸品であり、手作りならではの温かみがあり、表面に装飾が施されているものもある。当時の製法ではガラスの融点を下げる目的で植物の灰をアルカリとして珪素に混ぜたソーダガラスだった。そのため、出土品のように長期間地中に埋まっていると表面のアルカリ元素が溶出してすりガラス状に曇ってしまう。
交易品として世界中に広まっていたので現在でも各地で出土する。現在では当時の伝統的な手法を継承して工芸品として販売されている。

## 参考書籍
- 黒川高明 春風社『ガラスの文化史』2009年　pp.109 - 120